# Psicotraumatología
La Psicotraumatología es el estudio y tratamiento especializado del trauma psicológico. Es una rama de especialización de la psicoterapia clínica en la que involucra el tratamiento, prevención e investigación de los efectos y síntomas del trauma psicológico. Particularmente se enfoca en el tratamiento del Trastorno de estrés postraumático (TEPT), Trastorno límite de personalidad (TLP), Trastorno de estrés postraumático complejo (TEPT-C), Trastorno por Estrés Agudo, el Trastorno traumático del desarrollo (véase TEPT-C) y el Trastorno de identidad disociativo, pero puede ser usado y tratado para los efectos y síntomas de cualquier experiencia traumática. Su praxis clínica con modelos bio-neuro-fisio-psicológicos especializados basados en la evidencia han presentado avances importantes y efectivos para tratamientos de efectos del trauma como trastornos depresivos, ansiedad generalizada, adicciones, dismorfofobia corporal, trastornos disociativos.
La psicotraumatología se ha consolidado como escuela psicológica de tercera generación integrando la psiquiatría y la psicología.[cita requerida]

## Historia
La Psicotraumatología emerge como una especialización del campo de la salud mental que integra la biología, neurociencia, fisiología y psicología para el tratamiento del Trastorno Traumático del Desarrollo, Trastorno de Estrés Postraumático y Estrés Agudo como un desorden psicológico. 
Los síntomas del TEPT se han reportado inicialmente en el contexto de la guerra, pero no fue válidamente clasificada por la American Psychiatric Association (APA) hasta 1980. Una vez que fue clasificado oficialmente, la investigación clínica en TEPT se incrementó dramáticamente. El término "psicotraumatología" fue acuñado por George S. Everly, Jr. y Jeffrey M. Lating en su texto titulado "Psicotraumatología" (1995).

## Definición de trauma psicológico
Es el recuerdo de un evento que quedó almacenado de manera disfuncional en las neuroredes de memoria.

## Fundamentación teórica
El trauma ha surgido como uno de los grandes retos de la salud pública de nuestro tiempo, no solo por sus efectos bien documentados sobre los veteranos de guerra y víctimas de accidentes y delitos, sino debido a la cifra oculta de la violencia sexual y familiar, en las comunidades, iglesias y escuelas devastadas por el abuso, el abandono y la adicción. Basándose en más de treinta años en la vanguardia de la investigación y la práctica clínica, el doctor Bessel van der Kolk se ha convertido en una autoridad mundial en el tema del trauma psicológico. Él ha demostrado que el trauma tiene un impacto tanto en el cerebro como en el cuerpo. Lo que ha llevado a crear un enfoque de tratamiento que para poder iniciar una psicoterapia el paciente debe primero pasar por una fase de readaptación corporal con nuevas técnicas basadas en la evidencia. El daño corporal involucra los sistemas inmunológico, endócrino, cardiaco y nervioso.
Nuevos conocimientos sobre nuestros instintos de supervivencia explican por qué las personas traumatizadas experimentan ansiedad incomprensible y rabia paralizante e intolerable y cómo el trauma afecta su capacidad para concentrarse, recordar, formar relaciones de confianza e incluso para sentirse como en casa en sus propios cuerpos.
Estas personas, después de haber perdido el sentido del autocontrol y frustrados por las terapias del habla. Las terapias tradicionales basadas en el habla o la psicoeduación no tienen un impacto terapéutico, ya que solo trabajan activando el lóbulo frontal o neo-cortex del cerebro; cuando el daño más profundo del trauma psicológico está en el tronco del encéfalo, el sistema límbico que involucra el hipocampo, amygdala e hipófisis, lo cual requiere una intervención neuro-fisio-psicológica.  Las terapias basadas en el comportamiento, conductuales o terapias de exposición al trauma, por lo general solo dañan más al paciente dado que re-traumatizan al paciente al no ser capaz de procesar la información traumática al ser expuesto a un suceso, recuerdo o evento disparador.
La Psicotraumatología integra los recientes avances en la ciencia del cerebro, la investigación del apego y la conciencia corporal en tratamientos que puedan liberar a los supervivientes del trauma de estar atrapados viviendo repetidamente en su mente imágenes del pasado. Este nuevo enfoque se basa en la neuroplasticidad natural del cerebro para reconectar el funcionamiento perturbado y reconstruir paso a paso la capacidad de saber lo que se sabe y sentir lo que se siente.

## El modelo de procesamiento adaptativo de información en el cerebro
A través del Modelo del Procesamiento Adaptativo de la Información, Shapiro (2004) propuso tres principios que conformaban el núcleo de su procesamiento adaptativo de la información en el cerebro. 

### Principio 1
En primer lugar, existe un sistema de procesamiento de la información intrínseco que ha evolucionado para permitir a los humanos reorganizar sus respuestas ante acontecimientos perturbadores de la vida partiendo de un estado disfuncional inicial desequilibrio y llegando a un estado de resolución adaptativa. 
Cuando adultos sanos son expuestos a acontecimientos perturbadores –como que sin esperarlo un amigo o un supervisor del trabajo les grite– solemos experimentar una respuesta de estrés inicial con agitación, miedo, culpa o ira; aumentos en los marcadores fisiológicos de estrés como el ritmo cardíaco, la presión arterial y las hormonas de estrés; y pensamientos e impulsos irracionales como un exceso de autocrítica, impulsos de huir, de herir a alguien o de rendirse. Tras reflexionar sobre el elemento de estrés y nuestras respuestas, soñar con ello, darnos cuenta de nuestros sentimientos, escribir al respecto y hablarlo con amigos o seres queridos, resolvemos el malestar y aprendemos de la experiencia. De hecho, nuestros sistemas fisiológicos regresan a un estado inicial estable y sano. Nuestro estado emocional regresa al equilibrio. Nuestra perspectiva cognitiva se hace adaptativa. En lugar de pensar “He hecho algo mal”, o “No debería haber dicho eso”, nos damos cuenta de las cosas, “Claro, está atravesando un divorcio difícil, ha estado levantando la voz y utilizando ese tono airado con todos los del departamento. Yo estoy bien”. Y no sólo las emociones, la fisiología y los pensamientos regresan a la situación de equilibrio, sino que también hemos formado una plantilla adaptativa para reconocer la situación si se vuelve a producir un incidente similar, a la que abordaremos de otra manera. Por ejemplo, afirmando con tono cálido, aunque firme: “Siento mucho que lo estés pasando mal. Sé lo que es sentirse molesto por cosas que no puedes controlar, pero no soy el origen de tu problema. Te agradecería que cuando me hables con hicieras con un tono de voz tranquilo”.

### Principio 2
En segundo lugar, Shapiro (2004) propone que un acontecimiento traumático o un estrés persistente durante una fase de desarrollo vital pueden interrumpir ese sistema de procesamiento de la información. 
Este segundo principio está en la línea de las tempranas hipótesis de Pierre Janet (van der Hart y Horst, 1989) de la emoción vehemente como causa de la disociación y de la ley de Yerkes-Dodson que relaciona el rendimiento con el nivel de ansiedad (Yerkes y Dodson, 1908). Véase la Figura 2.2. La ley de Yerkes-Dodson fue replanteada por Ogden y Minton (2000) para reflejar conceptos de activación alta y baja, y una zona de activación óptima similar a la ventana terapéutica descrita por Briere (1996).
Como resultado de la interrupción del procesamiento de información emocional –debido a una activación excesiva a partir del trauma o del estrés persistente– la información relacionada con el hecho traumático o con el factor de estrés persistente se almacena en una forma estado específica (Bower, 1981) y no logra alcanzar una resolución adaptativa. Existen muchos estudios que avalan esta hipótesis en la literatura sobre las respuestas cerebrales al trauma y a factores de estrés persistentes (Joseph, 1998; Osuch et al., 2001; Stickgold, 2002; van der Kolk, McFarlane y Weisaeth, 1996). La investigación indica que los recuerdos traumáticos se mantienen en un sistema de memoria implícito y a corto plazo que mantiene las impresiones sensoriales y las respuestas emocionales y fisiológicas globales al estrés. Los recuerdos no traumáticos, aunque sí significativos desde un punto de vista autobiográfico y de información se desplazan gradualmente de la memoria implícita a corto plazo del hemisferio derecho al sistema explícito o narrativo y a largo plazo del hemisferio izquierdo (van der Kolk et al., 1996).

### Principio 3
En tercer lugar, Shapiro (2004) propone que la combinación de las fases del procedimiento estándar de EMDR y los movimientos oculares bilaterales restaura el equilibrio del sistema de procesamiento adaptativo de la información, generando la reanudación del procesamiento de la información, que entonces es capaz de proceder hasta que alcanza una resolución adaptativa para ese individuo  Cuando las experiencias almacenadas disfuncionalmente se han mantenido en un formato estado específico durante años o décadas, el proceso de reorganización resultante en ocasiones puede ser extremadamente rápido y completo. Sin embargo, si la persona carece de recursos suficientes para resolver la experiencia, el resultado puede ser un empeoramiento del estado emocional, fisiológico y psicológico.
Fundamental en este tercer principio es el concepto de autocuración, análogo a lo que ocurre con las heridas físicas. Los cirujanos pueden eliminar elementos que bloquean la sanación como cuerpos extraños o tumores, y crear condiciones favorables para la sanación, pero después tienen que “dejar que la naturaleza siga su curso”. Ningún cirujano puede hacer que una herida cure. Sólo el propio cuerpo puede hacerlo. Es una capacidad que se encuentra codificada en nuestro ADN y que se expresa a través de los sistemas reparadores innatos del cuerpo.
Cuando las heridas psicológicas dejan a la persona con experiencias traumáticas en una forma estado específico no resuelto, el médico que la trata no puede hacer que sane y no puede dirigir los detalles del proceso de esa sanación. Lo mejor que el terapeuta puede hacer es garantizar que hay suficientes recursos y observar con atención para determinar si existe algún bloqueo que deba eliminarse.
El Modelo de Procesamiento de la Información a estados adaptativos ha permitido desarrollar modelos terapéuticos especializados en el tratamiento del trauma basados en la evidencia.

## Factores examinados por la Psicotraumatología
Hay tres categorías principales que se observan en el psicotrauma: los factores antes, durante y después de que un evento psicológicamente traumatizante ha sucedido.
Estos efectos son:
1. Antes de un suceso traumatizante
  - Desarrollo de la historia personal
  - Historia personal (inclusive of both birth parents and primary guardians)
  - Tipo de Apego con sus cuidadores primarios
  - Factores de riesgo ocupacional, comportamiento y psicológicos
  - Experiencias adversas en su infancia
2. Factores durante el evento traumático
  - Ambiente, interpersonal, situacional y factores biológicos
  - Presencia o ausencia de psicopatologías
  - Resiliencia del paciente
3. Factores después del evento traumático
  - Respuesta al estrés agudo
  - Intervención temprana en crisis
  - Afectación al sistema nervioso, endocrino, inmunológico, cardiaco y psicológico.
  - Patrones familiares
  - Patrones Sociales

## Modelos terapéuticos especializados en trauma basados en la evidencia
Siguiendo el estándar del cuerpo de profesionales en Psicotraumatología a nivel mundial, se considera que una terapia es efectiva para el tratamiento del Trauma Psicológico, si ésta es capaz de producir como resultado el procesamiento de las memorias traumáticas que están desadaptadas en las neuroredes de memoria del cliente. 
El procesamiento de la memoria desadaptada es la creación de sinapsis neuronales entre la información desadaptada(trauma) y la información adaptada (memorias correctamente procesadas por el cerebro); a este proceso se le conoce como la metabolización de la información en el cerebro, lo que por ende causa que el evento perturbador o traumático ya no estará repitiéndose en la mente de la persona (flashbacks) ni producirá reacciones fisiológicas (ansiedad o respuestas de estrés postraumático). 
Tradicionalmente la terapia del habla o de la conducta era la única forma de intentar curar el trauma, pero solo abordaban uno de los cuatro ingresos de la memoria (cognitivo, sensocorporal, imagen y emociones), por lo que la memoria traumática podía estar resignificada, elaborada o la persona creaba "resilencia" de forma cognitiva pero los síntomas fisiológicos, somatocorporales, imágenes y emociones regresaban al paciente o persistían.
Es por ello que las Intervenciones Basadas en la Evidencia Especializadas en Trauma Psicológico tienen un enfoque biológico, neurocientífico y psicológico; los modelos terapéuticos recomendados actualmente por la APA, OMS y la mayoría de los cuerpos y colegios de psicología de algunos países al día son:
- EMDR - Reprocesamiento y Desensibilización de las Memorias por movimientos Oculares (Eye Movement Desensitization and Reprocessing por sus siglas en inglés) modelo modelo bio-neuro-psicológico.

- Brainspotting (del inglés brainspot y significa literalmente “punto cerebral”) un modelo bio-neuro-psicológico.

- Sistemas de la Familia Interna (IFS - Internal Family sistems por sus siglas en inglés) modelo neuro-psicológico.

## Principales publicaciones en Psicotraumatología
- Revista Iberoamericana de Psicotraumatología y Disociación
- Revista de Psicotrauma para Iberoamérica
- Journal of Trauma and Dissociation